# Megaselia obscuripalpis
Megaselia obscuripalpis är en tvåvingeart som beskrevs av Borgmeier 1969. Megaselia obscuripalpis ingår i släktet Megaselia och familjen puckelflugor. Inga underarter finns listade i Catalogue of Life.